# Autouillet
Autouillet is een gemeente in het Franse departement Yvelines (regio Île-de-France) en telt 429 inwoners (2004). De plaats maakt deel uit van het arrondissement Rambouillet.

## Geografie
De oppervlakte van Autouillet bedraagt 4,9 km², de bevolkingsdichtheid is 87,6 inwoners per km².
De onderstaande kaart toont de ligging van Autouillet met de belangrijkste infrastructuur en aangrenzende gemeenten.

## Demografie
Onderstaande figuur toont het verloop van het inwonertal (bron: INSEE-tellingen).